# 阿蘭·羅斯曼
阿兰·罗斯曼（英語：Alain Rossmann，1956年—），法国人，工程师、企业家。他曾是早期苹果公司麦金塔电脑团队的成员，后来一共创办了9家公司，其中3家上市（Radius 、C-Cube、Unwired Planet），3家被收购（EO被AT&T收购、Vudu被沃尔玛收购、PSS Systems被IBM收购），2家解散（Zonbu、Klip）。第九家是他现在的公司Machinify。

## 生平
1979年，阿兰·罗斯曼从法国综合理工学院毕业，获得数学和物理学学士学位。1981年，他在法国国立桥梁与道路高等工程学校获得土木工程硕士学位，1983年在美国斯坦福大学获得工商管理硕士学位。
1983年至1986年，罗斯曼担任苹果公司麦金塔电脑部门的首席推广人。他与乔安娜·霍夫曼共事，两人随后结婚。 之后，他创立了Radius，一家生产麦金塔电脑外围设备的公司，1986年至1989年，他担任营销和销售副总裁，该公司于1990年上市。
1988年，罗斯曼、孙燕生、亚历克斯·巴尔坎斯基和吉姆·拉弗蒂四人联合创办了C-Cube公司。1989年至1992年，他担任领先的MPEG集成电路开发商C-Cube的运营副总裁，该公司在亚历克斯·巴尔坎斯基的领导下于1994年上市，2001年被LSI Logic收购。
进入手写运算领域后，罗斯曼于1992年至1994年担任EO的首席执行官。该公司制造并销售EO个人通讯器。1993年，该公司被AT&T收购。 1993年，他与同事西兰斯特·巴兰斯基凭借该产品获得了《发现》杂志颁发的发现奖。
在早期的智能手机开发中，罗斯曼于1994年至2001年创立了Unwired Planet（后来更名为 Phone.com，然后是Openwave，最后又改回Unwired Planet）。该公司开发了用于智能手机移动浏览器的无线应用协议。 该公司于1999年上市。
创立Unwired Planet之后，罗斯曼于2001年6月至2010年10月创立了信息生命周期管理公司PSS Systems，并担任其董事长兼首席执行官。该公司于2010年被IBM收购。
罗斯曼的在线电影服务Vudu被沃尔玛收购。 2005年6月至2010年3月，他担任该公司创始人兼首席执行官。
2006年4月至2007年12月，罗斯曼担任订阅式个人电脑制造商Zonbu的创始人兼董事长。
2011年3月至2015年1月，罗斯曼在社交视频初创公司Klip,Inc.担任创始人兼首席执行官。